# Geflügelter Strandflieder
Der Geflügelte Strandflieder (Limonium sinuatum) ist eine Pflanzenart aus der Gattung Strandflieder (Limonium) in der Familie der Bleiwurzgewächse (Plumbaginaceae).

## Beschreibung

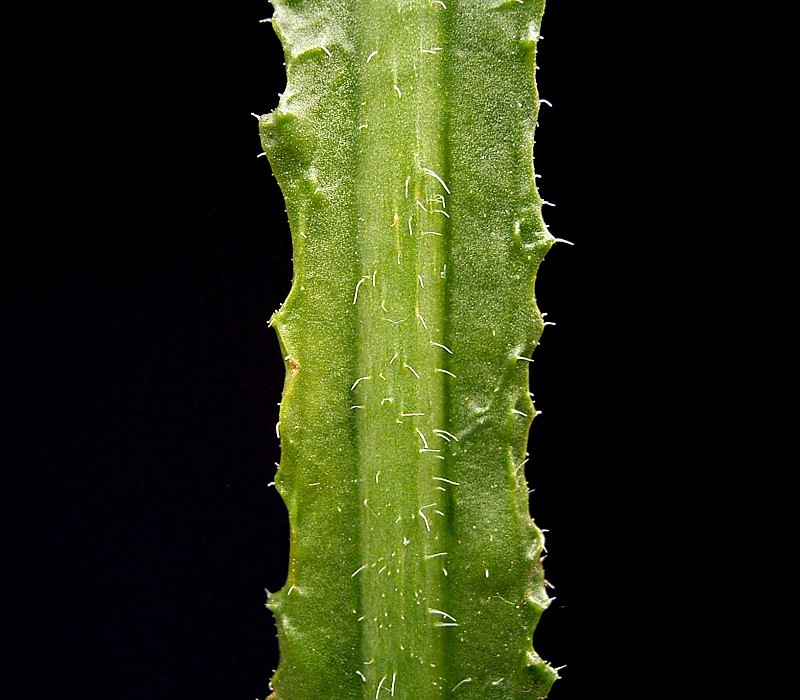
Stängel mit Flügelleisten und Indument

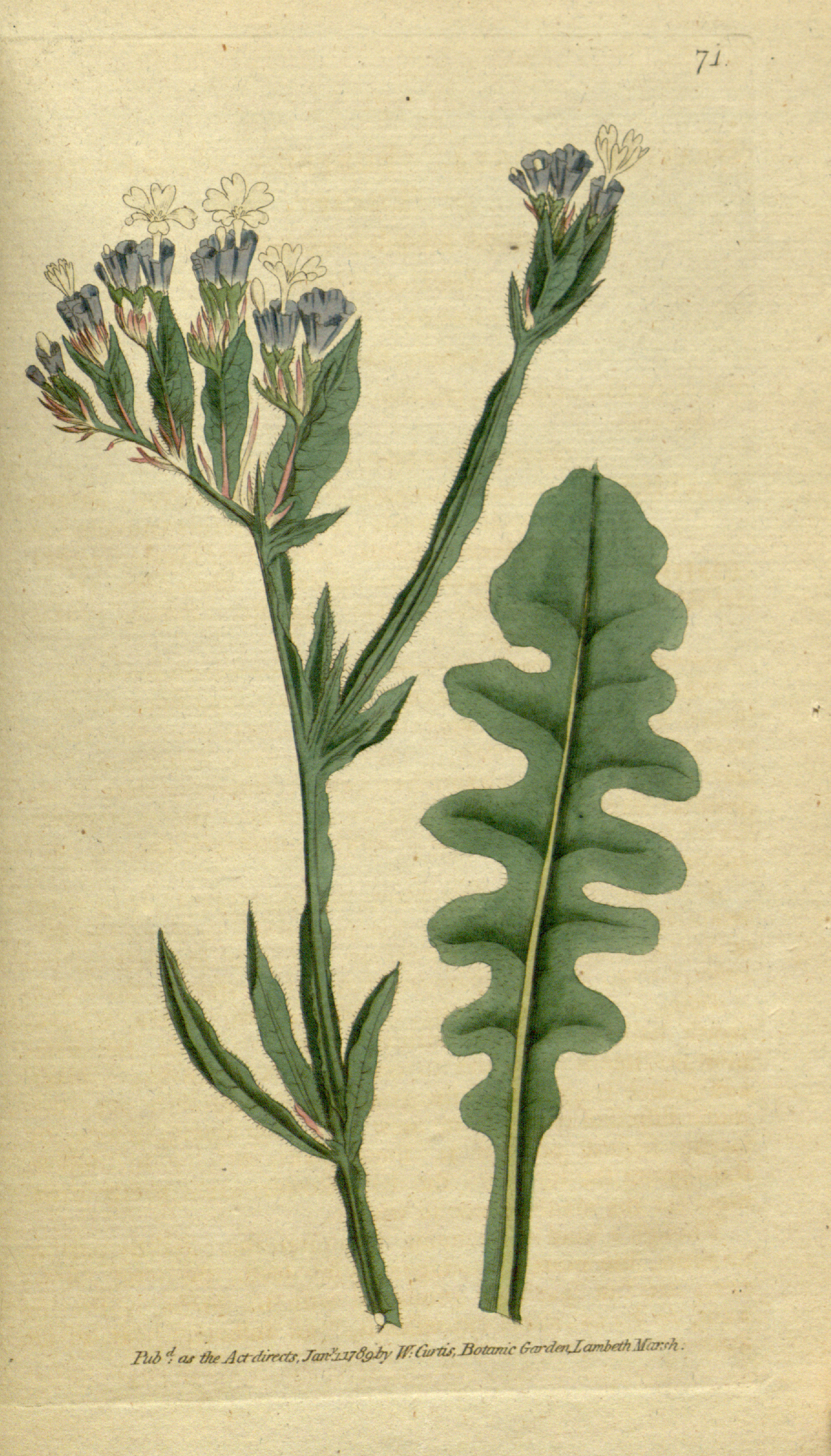
Illustration aus The Botanical Magazine, Volume 2, 1788, Tafel 71

Kultivierte Formen können breitere Flügelleisten aufweisen. Ihre Blüten können auch dunkelblau, gelb, orange oder purpurn gefärbt sein.

### Vegetative Merkmale
Der Geflügelte Strandflieder ist eine ausdauernde, krautige Pflanze, die Wuchshöhen von 15 bis 40 Zentimeter erreicht. Der Stängel ist mehr oder weniger aufrecht und rauhaarig (Indument). Er weist vier gewellte, 1 bis 3 Millimeter breite Flügelleisten auf, die an den Knoten jeweils in drei Anhängsel auslaufen, die lanzettlich, blattartig und 1 bis 8 Zentimeter lang sind.
Alle Laubblätter entspringen der grundständigen Blattrosette, sind fiederschnittig, abstehend rauhaarig und messen 3 bis 15 Zentimeter in der Länge sowie bis 1,5 Zentimeter in der Breite. An ihren Seiten befinden sich jeweils vier bis sieben runde Lappen. 

### Generative Merkmale
Die Blütezeit reicht von Mai bis September. Der doldentraubige Blütenstand besteht aus dichten, endständigen Ähren, die aus zwei- bis drei-blütigen Ährchen mit drei Vorblättern zusammengesetzt sind. Das innere Vorblatt ist stechend gezähnt. Die obersten Stängel sind unter der Ähre blattähnlich geflügelt. Der haltbare Kelch ist 10 bis 14 Millimeter lang, trichterig und hat einen violetten, gefältelten Saum. Die Kelchröhre ist kahl. Die Krone ist hinfällig, trichterig und gelblich, weiß oder rosa gefärbt.

### Chromosomenzahl
Die Chromosomenzahl beträgt 2n = 16.

## Vorkommen
Der Geflügelte Strandflieder kommt im Mittelmeerraum an Sand- und Felsküsten auf trockenen, salzigen Standorten vor.

## Nutzung
Der Geflügelte Strandflieder wird selten als Zierpflanze für Sommerrabatten, als Schnittblume und als Trockenblume genutzt. Der Geflügelte Strandflieder ist seit spätestens 1600 in Kultur.